# Семейная гиперхолестеринемия
Семейная гиперхолестеринемия (СГ) – группа наследственных заболеваний, характеризующихся избыточной продукцией или нарушением утилизации холестерина и липопротеинов низкой и очень низкой плотности и приводящих к раннему формированию и ускоренному прогрессированию атеросклероза и сопряженных с ним сердечно-сосудистых заболеваний. Поскольку у людей с СГ несколько иной обмен веществ, их организм менее эффективно отвечает на препараты для контроля уровня холестерина, которые обычно более эффективны у людей без СГ.

## История
Первым начал изучать связь между высоким уровенем холестерина у пациентов и аутосомно-доминантное наследование норвежский врач Карл Мюллер в 1938 году. В начале 1970-х и 1980-х гг. доктора Джозеф Голдстайн и Майкл Браун исследовали генетическую причину возникновения СГ. Первоначально они обнаружили повышенную активность HMG-CoA-редуктазы, но исследования показали, что это не объясняет очень высокий уровень холестерина у людей с СГ. Их внимание сместилось на связывание ЛПНП с рецептором и влияние нарушения связывания на метаболизм; это и оказалось основной причиной СГ. За открытие рецептора ЛПНП и его влияния на метаболизм липопротеинов они получили Нобелевскую премию по медицине в 1985 году.

## Симптомы
Высокий уровень холестерина обычно не вызывает никаких симптомов. Однако жёлтые отложения богатого холестерином жира можно увидеть в различных местах тела, например, вокруг век, у внешнего края радужной оболочки глаза.

### Сердечно-сосудистые заболевания
Ускоренное отложение холестерина в стенках артерий приводит к атеросклерозу, являющемуся основной причиной сердечно-сосудистых заболеваний. Наиболее распространенной проблемой при СГ является развитие ишемической болезни сердца (атеросклероз коронарных артерий, снабжающих сердце). Это может привести к стенокардии или сердечному приступу. Также могут поражаться сосуды мозга; что может привести к транзиторным ишемическим атакам или к инсульту. Окклюзионная болезнь периферических артерий (закупорка артерий ног) встречается в основном у курящих людей с СГ; что может вызывать боль в икроножных мышцах при ходьбе, которая проходит в состоянии покоя, а также проблемы, связанные с ухудшением кровоснабжения ног (например, развитие гангрены).

## Диагностика
Более 85% пациентов не подозревает о наличии заболевания и, следовательно, не получают липидоснижающего лечения.
Для выявления заболевания необходимо делать скрининг холестерина и генетическое тестирование среди членов семей с уже выявленым СГ.

### Распространённость
Приблизительно 10 миллионов человек по всему миру страдают семейной гиперхолестеринимией.

## Лечение
- Моноклональные антитела: эволокумаб, алирокумаб, эвинакумаб.
- Малые интерферирующие РНК: инклисиран[11].